# Antonija Sandrić
Antonija Mišura (nascida em 19 de Maio de 1988) é uma basquetebolista profissional croata. Ela joga para a Seleção Croata de Basquetebol Feminino. Ela já representou a sua seleção nacional em diversas competições da EuroBasket.
Ela ganhou a medalha de bronze nos Jogos do Mediterrâneo de 2009.
Mišura foi proclamada a miss dos Jogos do Mediterrâneo de 2009 e o estadunidense Bleacher Report proclamou ela a mais bela mulher a competir nos Jogos Olímpicos de Verão de 2012 em Londres.